# منطقه آماری البطوف

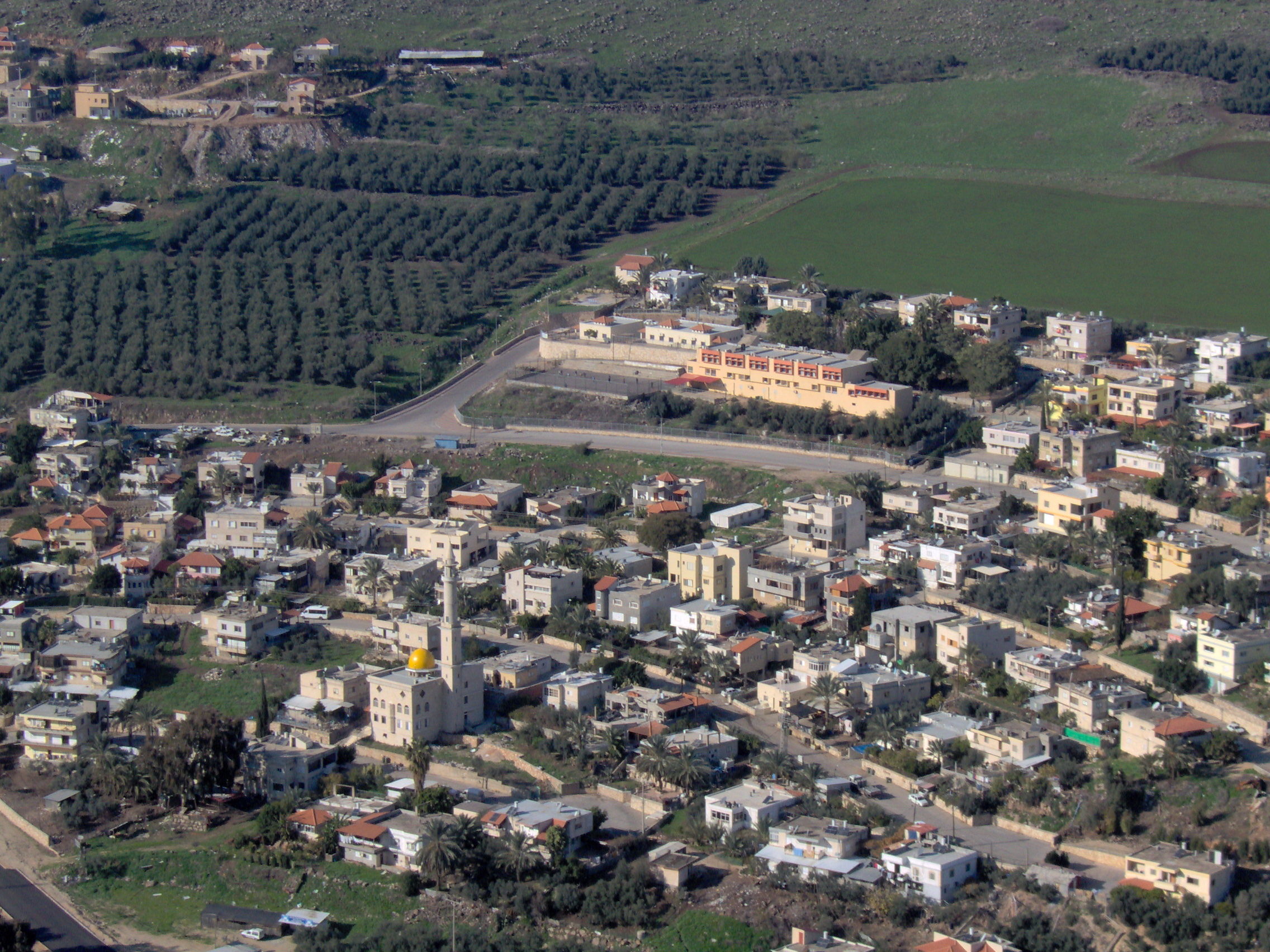
روستای حمام، البطوف

منطقه آماری البطوف (عربی: البطوف) منطقه‌ای روستایی واقع در دشت بطوف، استان شمال، اسرائیل است. در این منطقه روستایی روستاهای زیر وجود دارد:
- حمام
- رمانه
- رمه الهیب
- عزیز

طبق سازمان مرکزی آمار اسرائیل، جمعیت البطوف طبق سرشماری سال ۲۰۱۰ حدود ۶٬۷۰۰ تن بود.